# Giovanni Mariotti
Giovanni Mariotti (Parma, 1º maggio 1850 – Roma, 28 febbraio 1935) è stato un politico e archeologo italiano, deputato e senatore del Regno d'Italia, sindaco di Parma per 15 anni nel periodo 1889-1914.

## Biografia
Nato da famiglia abbiente con origini in Lunigiana, si laureò in legge all'Università di Parma nel 1873, all'età di 23 anni. Dopo aver esercitato per breve tempo il praticantato di avvocato, se ne allontanò per dedicarsi a studi storici, archeologici e paleontologici, sotto la guida di Michele Lopez e Luigi Pigorini. All'età di 25 anni venne nominato direttore del Regio Museo di Antichità succedendo a Pigorini, chiamato a Roma per altri importanti incarichi.
Tra i suoi contributi come studioso di archeologia da ricordare la scoperta di una porzione del sito di Velleia risalente all'età del Ferro, riferibile ad una popolazione di Liguri Veleates. Espose questo ritrovamento in una relazione inviata all'Accademia dei Lincei, che gli valse in seguito l'ammissione a socio dell'Istituto archeologico di Berlino.
Già nel 1872 iniziò a interessarsi alla politica: all'età di 22 anni fu nominato sindaco di Montechiarugolo, nelle cui vicinanze la sua famiglia possedeva una villa e vari terreni; quattro anni dopo divenne consigliere provinciale; nel mese di novembre del 1882 fu eletto deputato nella XV Legislatura. Terminato il suo impegno in Parlamento tornò ad occuparsi delle vicende politiche di Parma. Nel 1888 si adoperò per trasformare la Scuola Ducale di Musica, voluta da Maria Luigia nel 1819, in un Conservatorio riconosciuto a livello statale, da aggiungere a quelli già esistenti a Milano, Napoli e Palermo. Grazie anche all'interessamento di Giuseppe Verdi, la richiesta viene accolta; Verdi suggerì come primo direttore Giovanni Bottesini, che però era in quel periodo residente a Londra. Mariotti si recò personalmente nel Regno Unito per convincere Bottesini ad accettare l'incarico, tornando a Parma col primo direttore del Conservatorio.
Nel 1889 viene eletto sindaco di Parma; in quattro diversi mandati (1889-90, 1893-94, 1896-1906, 1910-1914) sarà il primo cittadino di Parma per circa 15 anni. Si mette subito al lavoro con l'intenzione di realizzare importanti interventi urbanistici, dei quali a suo avviso la città ha urgente bisogno. Espone il suo piano in una relazione del 21 dicembre 1889, approvata dal Consiglio all'unanimità, salvo un'astensione. Il subentro l'anno successivo di un'altra amministrazione gli impedisce però di realizzare i lavori.

Giovanni Mariotti a passeggio lungo il torrente Parma.

Rieletto nel 1893, il 18 gennaio 1894 traccia in una seconda relazione un dettagliato piano di interventi urgenti in dieci punti chiamato "Opere pubbliche straordinarie", destinato a cambiare il volto di Parma nel XX secolo:
I - risanamento dell'Oltretorrente;

II - nuova Barriera Aurelio Saffi (con abbattimento dei rampari del Naviglio);

III - nuova Porta Farini;

IV - nuovo acquedotto (inaugurato nel 1900);

V -  nuovo ponte Verdi, in sostituzione del vecchio Ponte Verde in legno;

VI - nuovo edificio scolastico (che diventerà la scuola Pietro Cocconi, inaugurata nel 1898);

VII - nuovo macello;

VIII - completamento del Lungoparma

IX - costruzione del Bagno Pubblico

X - costruzione di case popolari.
Pur con alcune battute di arresto, dovute alla scarsità di fondi finanziari, i lavori vennero portati a termine nel 1913. Diversi i giudizi dati dai parmigiani sui suoi interventi urbanistici: chi ritiene che i lavori siano stati comunque necessari e utili, chi invece ritiene che abbiano cancellato opere e parti della città che avrebbero dovuto essere conservate.
Elvio Ubaldi, sindaco di Parma dal 1998 al 2007, nella presentazione del libro citato nella bibliografia scrive: "Quello di storico e archeologo è solo uno degli aspetti di una personalità davvero poliedrica, la cui passione dominante fu la politica, ispirata da un intenso e ricambiato amore per la sua Città .... un amministratore capace di scelte coraggiose, proiettate nel futuro."

I lavori per la costruzione dell'ultimo tratto del Lungoparma (ca. 1900).

Negli anni a cavallo tra la fine dell'Ottocento e l'inizio del Novecento la figura di Giovanni Mariotti venne talmente identificata con Parma da portare Francesco Saverio Nitti a definirlo: "non il capo della città, ma la città stessa". In giugno del 1901 Mariotti viene eletto senatore nella XXI legislatura del Regno d'Italia, mantenendo la carica fino al 1904.
Mariotti era anche uno sportivo e un grande appassionato della montagna, organizzatore di impegnative escursioni nell'Appennino parmense. Grande ammiratore di Quintino Sella (fondatore del CAI nel 1863), nel 1893 diventò presidente della locale sezione del CAI, chiamata allora «Sezione dell'Enza», che aveva sede a turno a Reggio Emilia e a Parma. Portò la sede definitivamente a Parma, distinguendosi per le grandi capacità organizzative e per il carisma che riusciva ad esercitare. Amava spesso indossare il cappello col distintivo del Club Alpino. L'11 agosto 1935 gli venne dedicato il «Rifugio Giovanni Mariotti», sulle sponde del Lago Santo parmense.
Fu membro della Massoneria.

## Pubblicazioni
Uomo di profonda cultura, Mariotti ha lasciato molti scritti, tra i quali:
- Memorie e documenti per la storia dell'Università di Parma nel Medioevo (1888) - ristampa anastatica ed. Forni, Bologna 1984
- Gli oggetti d'arte dei Palazzi Ducali di Parma, Colorno e Sala Baganza (1919)
- L'arco di Parma in Roma (1925)
- L'Abbazia di Fontevivo (1927)
- L'Università di Parma e i moti del 1831 (1933)

La città di Parma gli ha dedicato viale Mariotti, un tratto del lungoparma che collega il Ponte di Mezzo al Ponte Verdi.
Il «Coro C.A.I. Mariotti», nato a Parma nel 1970 in seno alla sezione di Parma del Club Alpino Italiano, porta il suo nome.

## Galleria d'immagini

Mariotti con il cappello del CAI.
Barriera Bixio (P.le Barbieri) nel 1890.
Il Bagno Pubblico nel 1906.
Ponte Verde con a fianco il nuovo ponte voluto da Mariotti.
Mariotti nel 1905.